# Shadow Warriors II: Asalto a la montaña
Shadow Warriors II: Asalto a la montaña (título original: Shadow Warriors II: Hunt for the Death Merchant) es un telefilme canadiense de acción, aventura y suspenso de 1999, dirigido por Jon Cassar, escrito por Calvin Clements Jr., Michael Berk y Douglas Schwartz, musicalizado por Ken Harrison, en la fotografía estuvo David Geddes y los protagonistas son Hulk Hogan, Shannon Tweed, Carl Weathers y Martin Kove, entre otros. Este largometraje fue realizado por Crescent Entertainment y se estrenó el 4 de abril de 1999.

## Sinopsis
Un grupo de amigos, todos exsoldados, ahora son cazarrecompensas, y además ayudan a la gente necesitada. Son contratados por una mujer, a quien le raptaron el hijo, un exmillonario es el que lo hizo. También, vuelve a aparecer un especialista en armas químicas que asesino a los anteriores compañeros de Mike.

## Reparto
- Hulk Hogan como Mike McBride
- Shannon Tweed como Hunter Wiley
- Carl Weathers como Roy Brown
- Martin Kove como Andy Powers
- Mike White como Derek
- Gerard Plunkett como Dr. Sarkisian
- Lisa Schrage como Laura Berringer
- Dale Wilson como Armand Berringer
- Jenny-Lynn Hutcheson como Lily Berringer
- Eli Gabay como Jamal
- Mark Gibbon como Franz
- Martin Szlavy como Helmut

## Nominaciones
En 1999 obtuvo una nominación en la categoría "Sonido general" de los Premios Leo.